# Kuhnhöfen

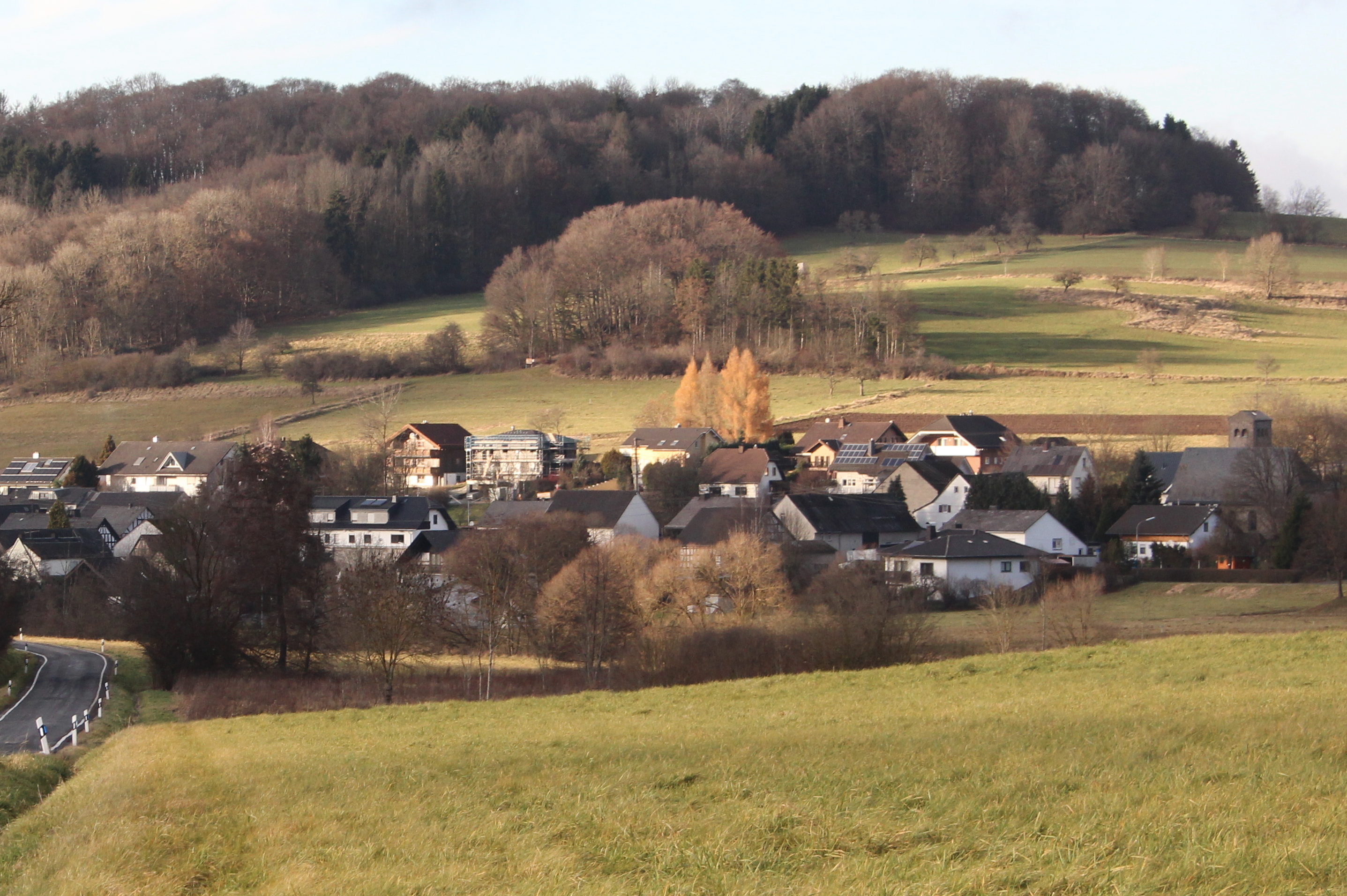
Ansicht von Kuhnhöfen

Kuhnhöfen ist eine Ortsgemeinde im Westerwaldkreis in Rheinland-Pfalz. Sie gehört der Verbandsgemeinde Wallmerod an.

## Geographische Lage
Die Gemeinde liegt im Westerwald im Einzugsbereich der Westerwälder Seenplatte. Durch den Ort fließt der Kleine Saynbach.
Nachbarorte von Kuhnhöfen sind die Ortsgemeinden Arnshöfen im Nordosten, Ettinghausen im Südosten, der Ortsteil Sainerholz der Ortsgemeinde Ötzingen im Südwesten, Niedersayn im Westen und Weidenhahn im Nordwesten.

## Geschichte
Kuhnhöfen wurde im Jahre 1590 als Cunhoff uff der Steinen erstmals urkundlich erwähnt. Für 1786 ist im Ort eine zu diesem Zeitpunkt bereits unbewohnte Ölmühle erwähnt.
1937 wurde die Kapelle St. Blasius fertiggestellt, mit deren Bau 1934 begonnen wurde.
Nach dem Zweiten Weltkrieg wurde Kuhnhöfen innerhalb der französischen Besatzungszone Teil des damals neu gebildeten Landes Rheinland-Pfalz.
Bevölkerungsentwicklung
Die Entwicklung der Einwohnerzahl von Kuhnhöfen, die Werte von 1871 bis 1987 beruhen auf Volkszählungen:
| Jahr | Einwohner |
| ---- | --------- |
| 1815 | 201       |
| 1835 | 102       |
| 1871 | 112       |
| 1905 | 87        |
| 1939 | 77        |

| Jahr | Einwohner |
| ---- | --------- |
| 1950 | 81        |
| 1961 | 88        |
| 1970 | 95        |
| 1987 | 92        |
| 2005 | 164       |

| Jahr | Einwohner |
| ---- | --------- |
| 2011 | 155       |
| 2017 | 158       |
| 2023 | 145       |

## Politik

### Gemeinderat
Der Gemeinderat in Kuhnhöfen besteht aus sechs Ratsmitgliedern, die bei der Kommunalwahl am 9. Juni 2024 in einer Mehrheitswahl gewählt wurden, und dem ehrenamtlichen Ortsbürgermeister als Vorsitzendem.

### Bürgermeister
Gerhard Hehl wurde am 6. August 2009 Ortsbürgermeister von Kuhnhöfen. Bei der Direktwahl am 26. Mai 2019 wurde er mit einem Stimmenanteil von 96,91 % und am 9. Juni 2024 als einziger Bewerber mit 89,2 % jeweils für weitere fünf Jahre in seinem Amt bestätigt.
Hehls Vorgänger Manfred Schlaudt hatte das Amt 41 Jahre ausgeübt.

### Wappen
| Wappen von Kuhnhöfen | Blasonierung: „Gespalten durch eine gestürzte eingebogene grüne Spitze, darin wachsend zwischen zwei goldenen Ähren ein silberner Bischofsstab. Vorn in Silber ein durchgehendes rotes Kreuz. Hinten in Gold ein blauer Wellenbalken.“ |
| Wappen von Kuhnhöfen | |

## Kultur und Sehenswürdigkeiten

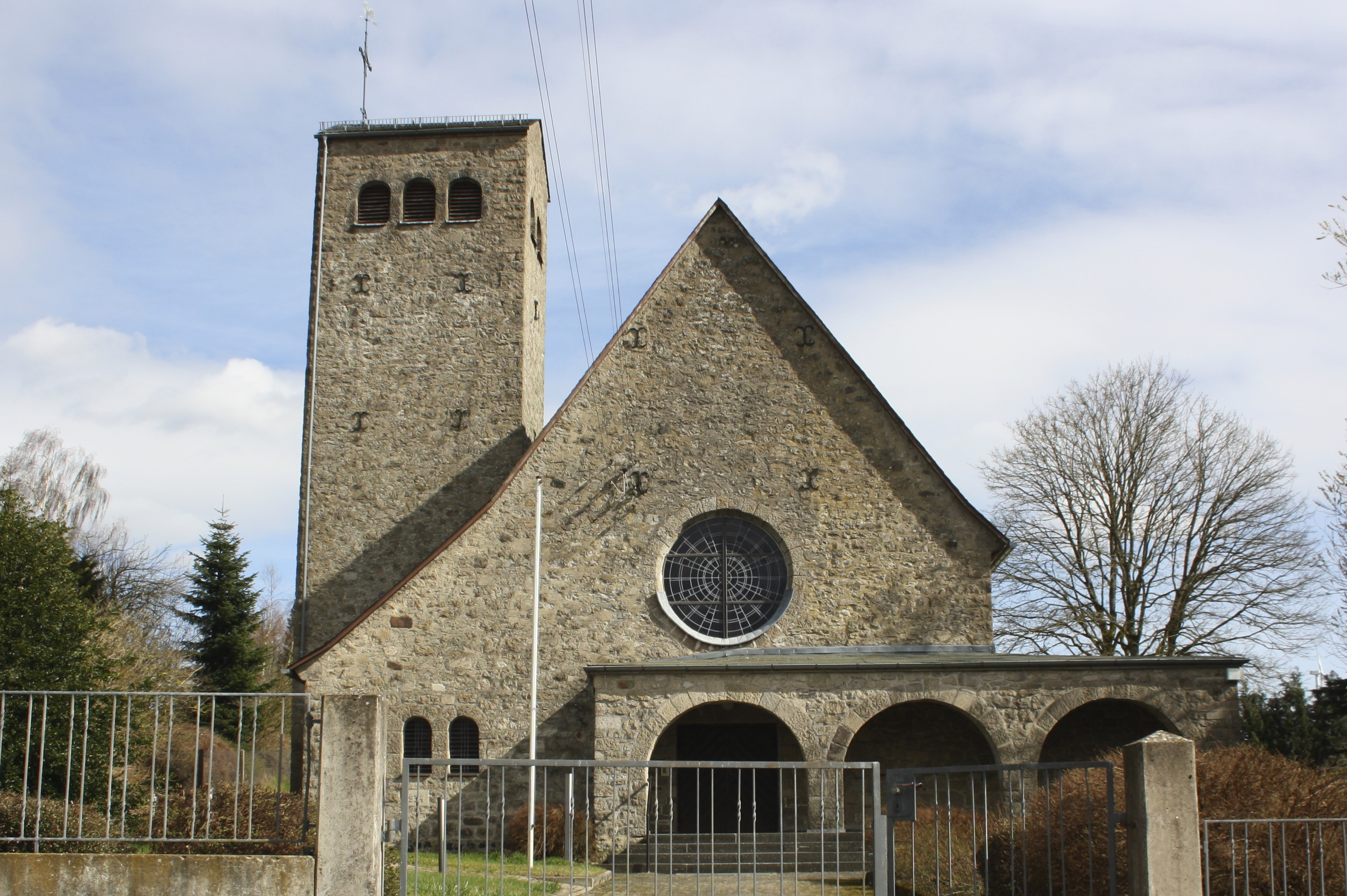
Katholische Kirche St. Blasius von 1934

### Bauwerke
In der Denkmalliste des Landes Rheinland-Pfalz (Stand: 2024) wird die katholische Filialkirche St. Blasius in der Hauptstraße, ein  Bruchsteinsaal aus dem Jahr 1934, als Kulturdenkmal ausgewiesen.

### Naturdenkmal
Eine Eiche nordwestlich des Ortes ist als Naturdenkmal verzeichnet.

## Wirtschaft und Infrastruktur

### Öffentliche Einrichtungen
Kuhnhöfen verfügt über 1997 fertiggestelltes Bürgerhaus.

### Verkehr
In Kuhnhöfen kreuzen sich die Kreisstraßen K 76 und K 78. In unmittelbarer Nähe des Ortes verläuft die Bundesstraße 8, die Limburg an der Lahn und Hennef (Sieg) verbindet. Die nächste Autobahnanschlussstelle ist Montabaur an der Bundesautobahn 3 (Köln–Frankfurt am Main), etwa elf Kilometer entfernt.
Der nächstgelegene ICE-Halt ist der Bahnhof Montabaur an der Schnellfahrstrecke Köln–Rhein/Main.